# Sphingomima ilicina
Sphingomima ilicina là một loài bướm đêm trong họ Geometridae.